# Global Biodiversity Information Facility
Il Global Biodiversity Information Facility (GBIF) è una organizzazione internazionale che si propone di rendere i dati scientifici sulla biodiversità disponibili via Internet utilizzando i servizi web. I dati vengono forniti da molte istituzioni in tutto il mondo; il sistema informatico della GBIF rende questi dati accessibili e ricercabili attraverso un unico portale. Le informazioni disponibili attraverso il portale della GBIF sono principalmente quelle sulla distribuzione mondiale di piante, animali, funghi e microbi, e quelle sui nomi scientifici.
La missione del Global Biodiversity Information Facility (GBIF) è quella di facilitare un accesso libero e gratuito alle informazioni sulla biodiversità di tutto il mondo per sostenere lo Sviluppo sostenibile. Le priorità, con particolare attenzione alla promozione della partecipazione e del lavoro attraverso i partner, includono i dati sulla biodiversità, lo sviluppo di protocolli e standard per assicurare l'integrità scientifica e l'interoperabilità, la costruzione di una architettura informatica per consentire l'interconnessione di diversi tipi di dati da fonti disparate, la promozione di capacità di sviluppo di strumenti di analisi per migliorare il processo decisionale.
GBIF cerca di formare i collegamenti informatici tra le risorse di database provenienti da tutta la gamma di organizzazioni biologiche, dai geni agli ecosistemi, e di collegare questi a questioni importanti per la scienza, la società e la sostenibilità, utilizzando strumenti georeferenzianti e il GIS. Esso lavora in partenariato con altre organizzazioni internazionali, come il Catalogue of Life, il Taxonomic Database Working Group (l'organizzazione internazionale per gli standard sull'informazione di biodiversità), il Consortium for the Barcode of Life (CBOL), l'Encyclopedia of Life (EOL) e il GEOSS.